# Nebulosa del Anillo
La nebulosa del Anillo (también conocida como nebulosa anular de la Lyra, nebulosa planetaria M57, Messier 57, M57 o NGC 6720) es una nebulosa planetaria prototípica situada en la constelación de Lyra. Se trata de una de las nebulosas más conocidas utilizada frecuentemente como ejemplo de este tipo de objetos astronómicos. Está situada a 0,7 kpc (2300 años luz) de la Tierra y fue descubierta por el astrónomo francés Charles Messier el día 31 de enero del año 1779. Sin embargo, pocos días después del hallazgo de Messier, el astrónomo Antoine Darquier de Pellepoix también la observa y comenta lo siguiente : "es una nebulosa aburrida, pero perfectamente delineada; tan grande como Júpiter y parece un planeta que se desvanece". Posiblemente, la comparación de Darquier, popularizada por Messier, con un planeta, puede haber influido en el astrónomo William Herschel, quien encontró que los objetos de este tipo se asemejaban al planeta recién descubierto por él, o Urano, e introdujo el nombre de : "nebulosas planetarias". William Herschel describió a M57 como : "una nebulosa perforada o anillo de estrellas". Herschel también identificó algunas de las estrellas superpuestas y supuso correctamente que "ninguna de ellas parece pertenecer a ella".
Su magnitud conjunta en banda V (filtro verde) es igual a la +8.80. Su forma real es posiblemente la de una nebulosa bipolar vista con una inclinación de 30° respecto a su eje, aunque otros autores afirman que es un elipsoide, y calculándose que ha estado expandiéndose durante los últimos 6000 o 8000 años.
De su velocidad radial, –19.2 km/s, se deduce que se aproxima a la Tierra a más de 69 120 km/h.

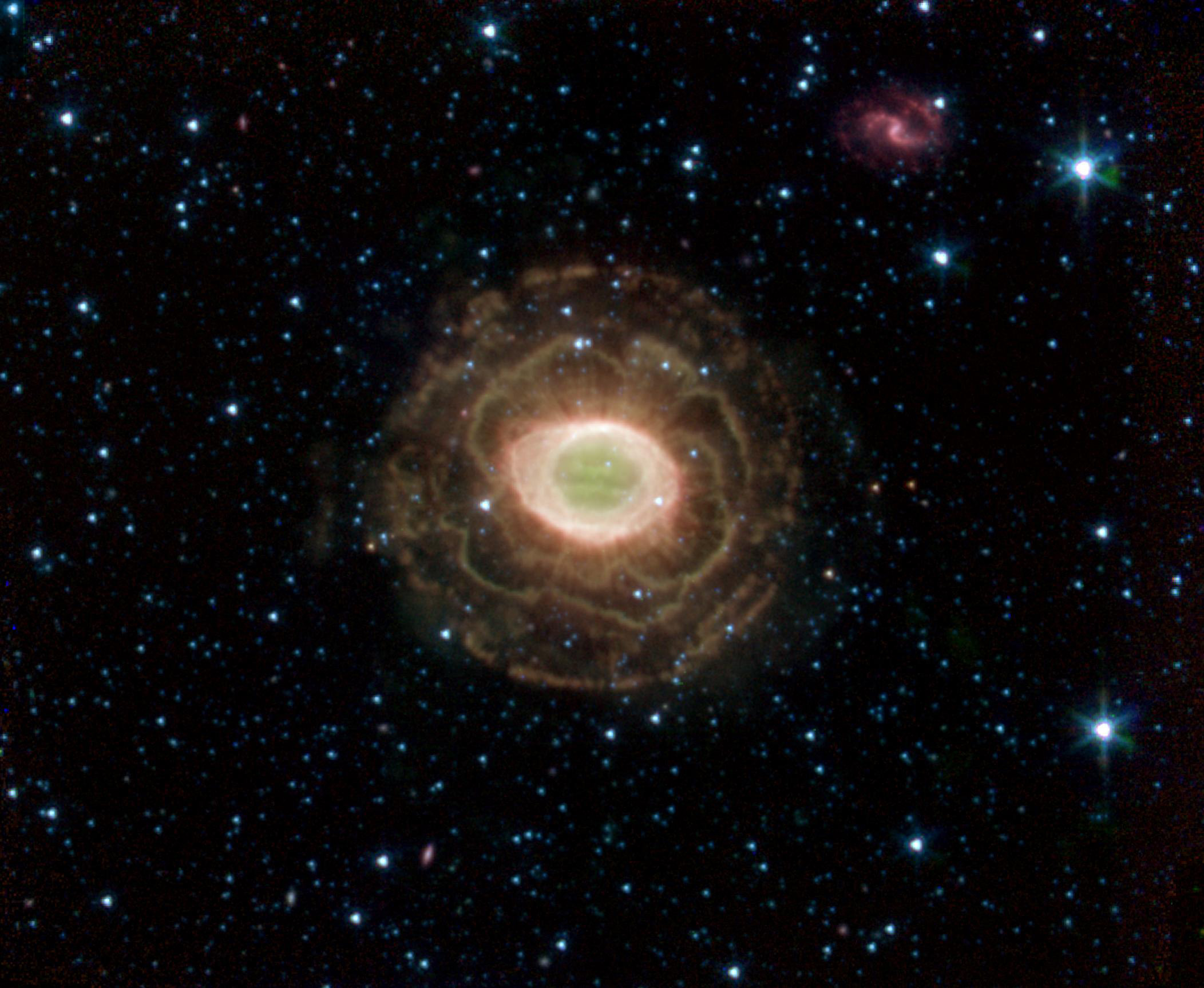
Imagen de la Nebulosa Anillo por el telescopio espacial Spitzer

M57 está iluminada por una estrella situada en su centro de magnitud visual 15,8 que se trata de un astro que ha abandonado la rama asintótica gigante y ahora está convirtiéndose en una enana blanca. Ésta tiene una luminosidad 200 veces superior a la del Sol, una masa de alrededor de 0,6 masas solares, y una temperatura superficial de 120000 Kelvin.

## Información y descripción
Esta nebulosa planetaria está flanqueada por las estrellas Sulafat y Sheliak (beta y gamma Lyrae respectivamente). Es una de las nebulosas planetarias más conocidas entre las accesibles a telescopios de aficionado. Se requiere una abertura de al menos 75 o 100 mm con aumentos moderados y un cielo oscuro, para percibir el hueco central del anillo. Un instrumento de 150 mm presenta el aro como un orbe glauco, ligeramente achatado y con un hueco gris en el centro.
Al medir apenas un minuto de arco y mostrarse tan definida, esta nebulosa admite grandes aumentos. El perfil ovalado se mantiene nítido incluso con 150x, con el hueco cubierto por una neblina fina. Cuando las condiciones atmosféricas son excepcionales, con grandes aumentos llega a apreciarse que los extremos del óvalo acaban rematados en puntas. Telescopios mayores empiezan a mostrar los tonos azul verdosos de la nebulosa, debidos al oxígeno ionizado.
La nebulosa Anular dista entre 2000 y 5000 años luz de la Tierra y mide alrededor de 1 año luz de diámetro. Consiste en la envoltura expulsada por una estrella moribunda. La estrella central es una enana blanca muy caliente, débil (magnitud +15,4), pero que fue otra más grande que el Sol. Ahora, en las etapas postreras de su vida, el núcleo estelar ha expulsado la atmósfera externa del astro hacia el espacio. El residuo central es una enana blanca con el tamaño aproximado de la Tierra. Por desgracia, para distinguirla aún y con dificultades, se necesitan un cielo muy oscuro y sin polución, y un telescopio de 330 mm para detectar la estrella central. El telescopio espacial Hubble (HST) ha demostrado que lo que parece un anillo, posee una forma de barril. Más que un aro, miramos una estructura cilíndrica observada casi a lo largo de su eje. La estrella puede verse con telescopios de 325 mm a 375 mm.

## Con prismáticos
Con unos prismáticos de 9x63 y un cielo de magnitud límite cercana a +5,5, esta nebulosa puede observarse como un punto con forma de estrella, como la gran mayoría de nebulosas planetarias, sin detalle.
Con unos prismáticos de 20x60 y un cielo de magnitud límite cercana a +5,5, se puede observar como un óvalo muy tenue y borroso, con forma ovalada-anillada.
Con unos prismáticos de 10x42 y un cielo limpio, se puede observar como una estrella, aunque quizás esforzando la vista y desviando la visión, como un punto difuso.
Con prismáticos 10x50 (captan algo más de luz) y un cielo limpio, puede observarse con forma de estrella algo desenfocada.
No suelen aparecer problemas para empezar a ver un óvalo difuso con más de 20 aumentos.